# Corbeil-Essonnes
Corbeil-Essonnes (wymowaⓘ) – miejscowość i gmina we Francji, w regionie Île-de-France, w departamencie Essonne. Przez miejscowość przepływa Sekwana.
Według danych na rok 2011 gminę zamieszkiwało 44 223 osób, a gęstość zaludnienia wynosiła 4016 osób/km² (wśród 1287 gmin regionu Île-de-France Corbeil-Essonnes plasuje się na 49. miejscu pod względem liczby ludności, natomiast pod względem powierzchni na miejscu 326.).

## Miasta partnerskie
- Alzira, Hiszpania
- Belinho, Portugalia
- East Dunbartonshire, Wielka Brytania
- Sindelfingen, Niemcy